# Cloison anti-torpilles
Une cloison anti-torpilles est un type de blindage commun dans les navires de guerre du début du XXe siècle, en particulier dans les cuirassés et les croiseurs de bataille. 

## Conception

Diagramme désignant les éléments principaux du blindage d'un navire. Le "D" désigne la cloison anti-torpilles.

Disposée parallèlement et en retrait de la partie immergée de la coque, la cloison anti-torpilles a pour but de garder le navire à flot si la coque est touchée en dessous de la ceinture blindée, que ce soit par un obus ou par une torpille. Les leçons tirées de la Première Guerre mondiale font que plusieurs navires capitaux sont refondus et équipés de plusieurs de celles-ci ainsi que de bulbes anti-torpilles. Ainsi, les derniers cuirassés de l'United States Navy conçus pendant la Seconde Guerre mondiale disposaient de quatre cloisons anti-torpilles et avaient un triple-fond.